# Cymbalophora
Cymbalophora is een geslacht van vlinders van de familie spinneruilen (Erebidae), uit de onderfamilie Arctiinae.

## Soorten
- C. diva Staudinger, 1857
- C. haroldi Oberthür, 1911
- C. oertzeni Lederer, 1855
- C. powelli Oberthür, 1910
- C. pudica (Esper, 1784)
- C. rivularis (Menetries, 1832)